# Tityus pachyurus
Tityus pachyurus is een schorpioenensoort uit de familie Buthidae die voorkomt in Midden- en Zuid-Amerika. Tityus pachyurus is 5 tot 8 cm groot.
Het verspreidingsgebied van Tityus pachyurus omvat Costa Rica (Limón), Panama, Colombia en Venezuela. De soort komt voor in de Caribische regenwouden van zeeniveau tot 300 meter hoogte. Tityus pachyurus voedt zich met insecten, zoals kakkerlakken, en houdt zich op in strooisellaag.